# Emil Lochner

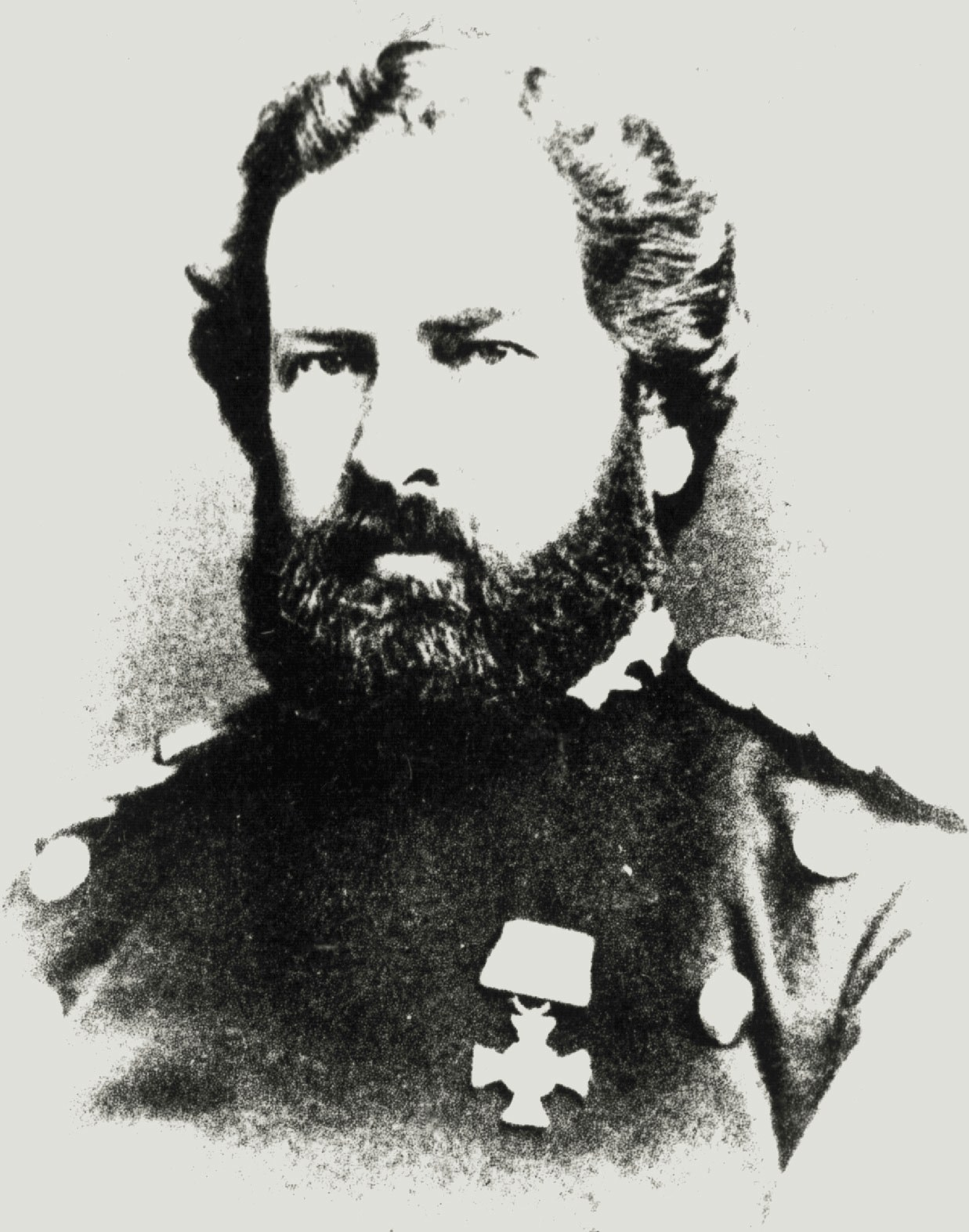
Emil Lochner

Emil Lochner (* 30. November 1832 in Burtscheid; † 22. Januar 1900 in Aachen) war ein Aachener Tuchfabrikant und trug erheblich zum Stadtbild Aachens bei. Die Lochnerstraße in Aachen ist nach seinem Vater benannt.

## Familie

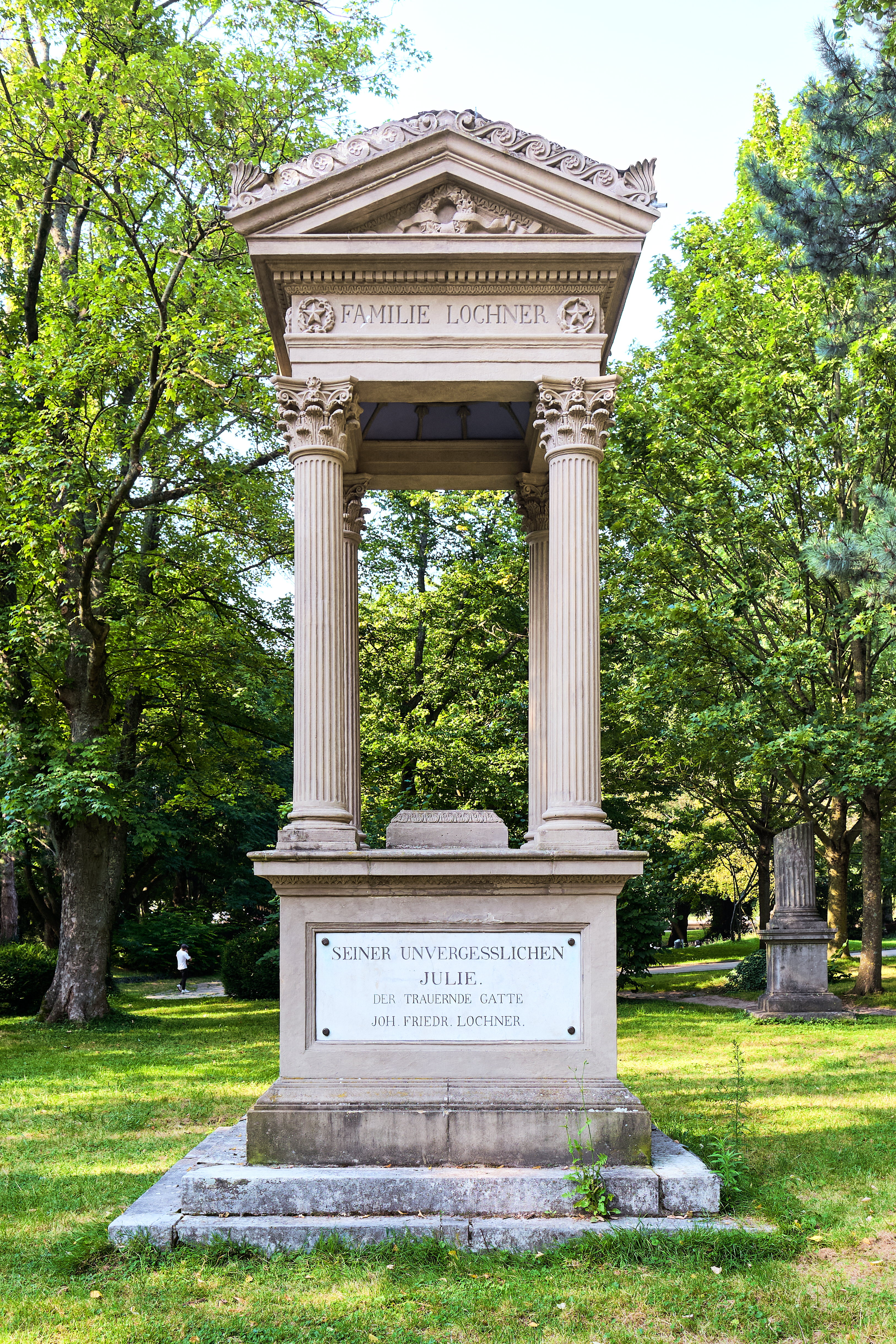
Grabstätte Julie Lochner, geb. Erckens, auf dem Friedhof Güldenplan

Emil Lochner, Sohn von Johann Friedrich Lochner und Julie Friederika Erckens (Heirat am 14. August 1830), einer Schwester des Tuchfabrikanten Oskar Erckens, war verheiratet mit Leonie Haniel (1846–1911), Tochter des Rittergutbesitzers Max Haniel und seiner Frau Friederike, geb. Cockerill (1816–1854), Tochter des Stahlunternehmers James Cockerill. Sie hatten zwei Söhne: Max Lochner, Hippologe und Inhaber zahlreicher Patente und Erich Lochner, Automobilrennfahrer und Flugzeugkonstrukteur. Sein Neffe Rudolf Lochner war ein bedeutender Aachener Unternehmer.
Die Grabstätte von Julie Lochner befindet sich auf dem ehemaligen und unter Denkmalschutz stehenden evangelischen Friedhof an der Monheimsallee. Emil Lochner und seine Frau Leonie fanden ihre letzte Ruhestätte auf dem Westfriedhof I in Aachen.

## Leben und Wirken
Emil Lochner war Mitglied des Rates der Stadt Aachen von 1874 bis 1879 und von 1882 bis 1900 sowie von 1858 bis zu seinem Tode Mitglied des im Jahre 1805 gegründeten Club Aachener Casino. Er war darüber hinaus in einer Vielzahl weiterer gesellschaftlicher Einrichtungen tätig und förderte wie sein Vater die Musik (u. a. Mitbegründer des Instrumentalvereins in Aachen).
Am 25. April 1881 war Emil Lochner zusammen mit dem Bürgermeister Carl Eduard Dahmen, dem Geheimen Kommerzienrat Leopold Scheibler, dem Kommerzienrat Robert Kesselkaul, dem Justitiar Robert von Görschen sowie den Tuchfabrikanten Konrad Starz, Franz Carl Freiherr von Nellessen und anderen maßgeblich an der Entscheidung beteiligt, dass das heutige Einhard-Gymnasium in Aachen gebaut wurde. Dieses eröffnete am 1. Mai 1886.
Für seine zahlreichen beruflichen und gesellschaftlichen Verdienste wurde Emil Lochner mit dem Roten Adlerorden und dem preußischen Kronenorden jeweils der IV. Klasse ausgezeichnet.

### Unternehmungen

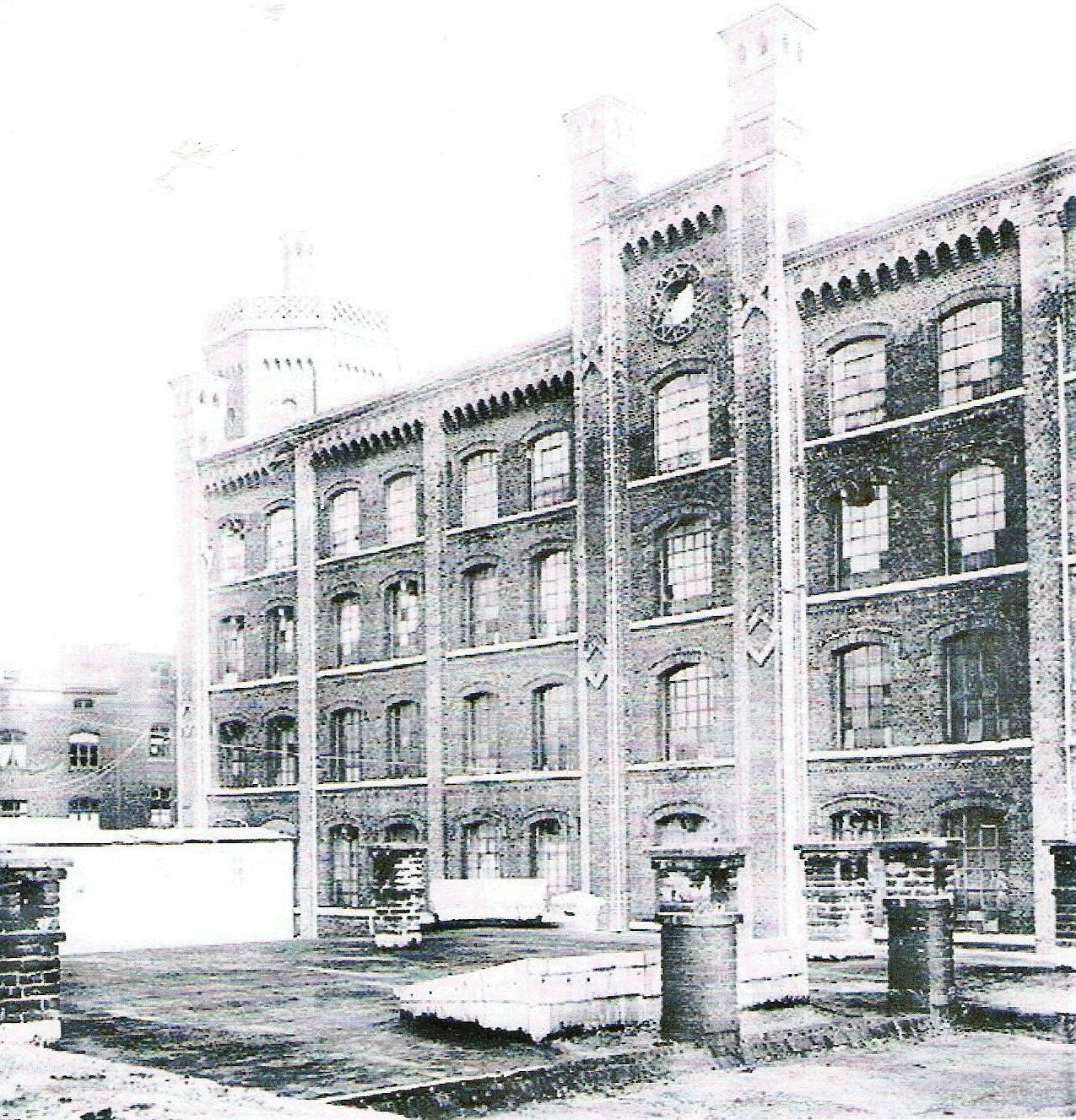
Lochnerfabrik um 1895

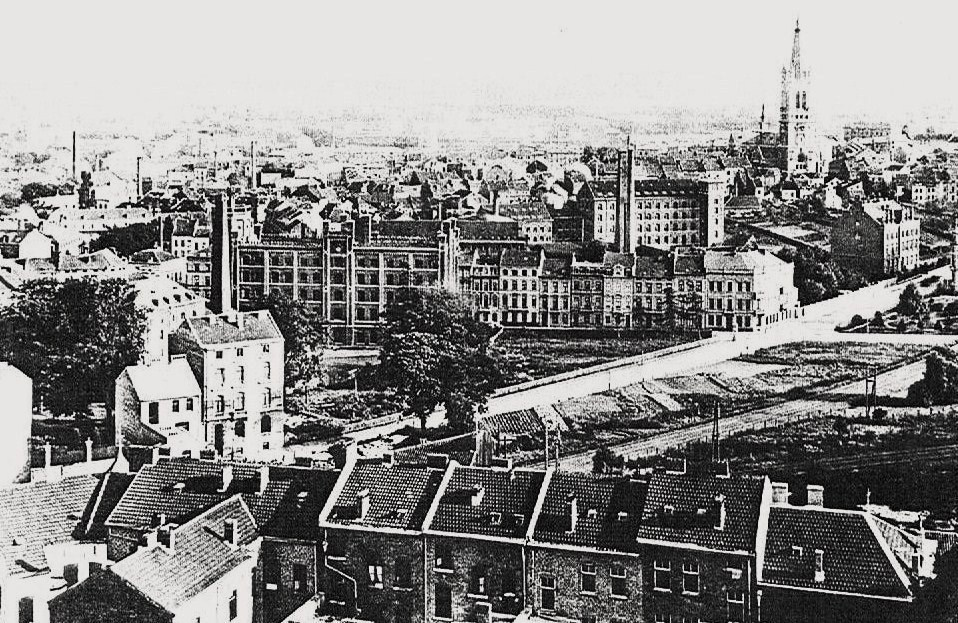
Lochner-Areal mit Blick auf die Lochner-Fabrik (Mitte links) und die Villa von Emil Lochner (Straßenecke Lochnerstraße/Mauerstraße)

Nachdem der Vater Johann Friedrich Lochner bereits im Jahr 1857 die marode Tuchfabrik von den Erben des Aachener Tuchfabrikanten Ignaz van Houtem sowie die nahegelegene Junkersmühle mit den zugehörigen Wasserrechten erworben und dieses Unternehmen wieder zu einem wirtschaftlichen Aufschwung geführt hatte, übernahmen Ende der 1870er Jahre zunächst Emil Lochner und später auch seine Brüder Fritz (1835–1904) und Rudolf Lochner (1847–1918) die Anteile an der elterlichen Tuchfabrik Lochner. Emil Lochner passte das Unternehmen später durch gravierende Veränderungen der neuen Zeit an, es wurde unter seiner Aegide zu einer der größten Textilfabriken Aachens. Im Jahre 1873 legte Lochner die nach seinem Vater benannte Lochnerstraße an und veränderte hierdurch stark die bisherige Umgebung der elterlichen Lochner-Villa. Neben dem alten Fabrikgebäude der Lochnerschen Tuchfabrik wurde nach Plänen des Aachener Bauingenieurs und Hochschullehrers Otto Intze ein im Burgenstil mit Türmen und Zinnen bekröntes neues Fabrikgebäude errichtet, das nach 1961 umgebaut wurde und in dem sich heute der Lehrstuhl für Ingenieurgeologie und Hydrogeologie der RWTH Aachen befindet.
Wohnsitz und Fabrik des Fabrikanten Lochner befanden sich auf dem heutigen Areal zwischen Lochnerstraße und Karlsgraben. Davon zeugt noch heute das Lochnertor am Karlsgraben 55. Auf diesem Areal befand sich auch die Plattenbauchmühle, eine Walkmühle und Färberei aus dem 16. Jahrhundert, deren Abwässer in den nahegelegenen Johannisbach geleitet wurden.

### Feuerwehr
Emil Lochner war seit dem 4. März 1859 Mitglied der Feuerwehr Aachen und wurde am 1. Februar 1866 zum Oberst und Kommandanten ernannt. Kraft seines neuen Amtes veröffentlichte Lochner am 19. Dezember 1866 nach einem Brand in der Tuchfabrik Toenius, die infolge der fehlenden Möglichkeiten eines raschen Einsatzes der Feuerlöschkräfte total abbrannte und 300 Personen brotlos machte, eine Denkschrift mit den folgenden Forderungen:
- Einrichtung eines Feuertelegraphen
- Einrichtung eines Wachposten (Wachstube mit Spritze) mit zwölf Mann Bedienung, die ständig in Bereitschaft sein sollen
- Errichtung eines Übungshauses (Steigerturm) für Leiterübungen
- Einteilung der Feuerwehr in drei vor Ort kasernierte Kompanien

Am 1. November 1871 waren diese Forderungen Emil Lochners weitgehend umgesetzt. Am 26. Oktober 1871 wurde unter Lochner die Berufsfeuerwehr Aachen gegründet. Später wurde er im Jahre 1881 zum Branddirektor befördert und nach seinem Ausscheiden zum Ehrenbranddirektor ernannt. Er unterstützte ab 1871 auch in finanzieller Hinsicht die Umorganisation der Feuerwehr. So baute er ohne Zuschüsse der Stadt auf eigene Rechnung zwei Feuerwehrkasernen (Oligsbendengasse und Kasernenstraße), mietete das Grundstück Klosterbongard 3 bis 5 für die Feuerwehr an, beschaffte Uniformen und Ausrüstung auf eigene Rechnung und trug auch einen Teil der Kosten für den Feuertelegraphen.

### Zoologischer Garten

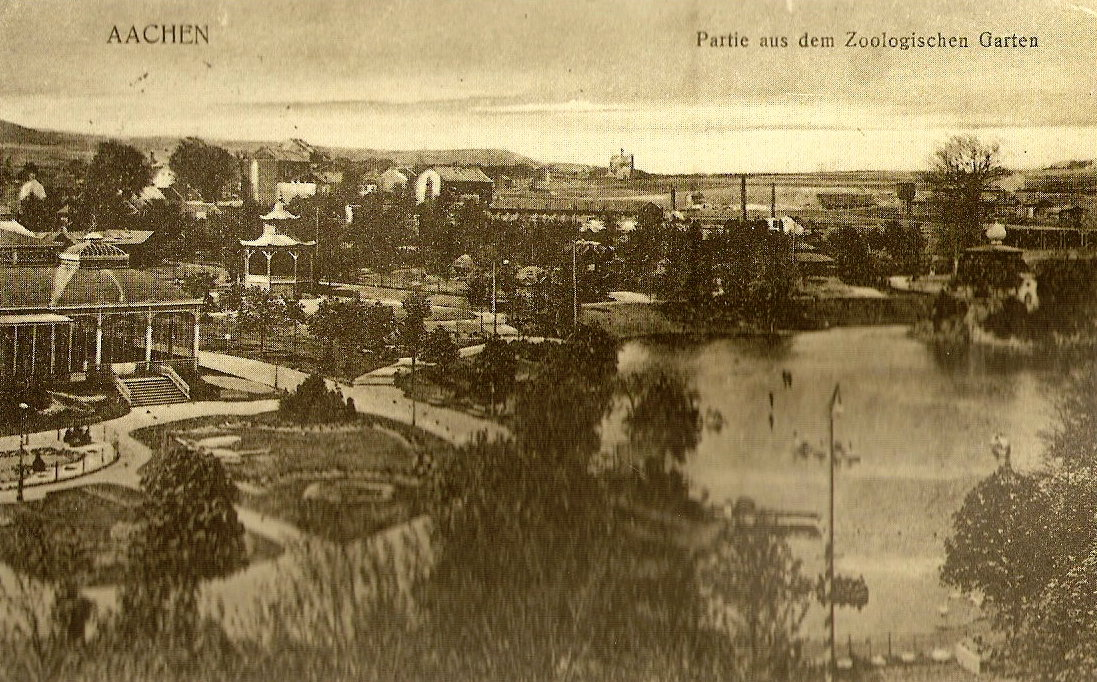
Zoologischer Garten Aachen

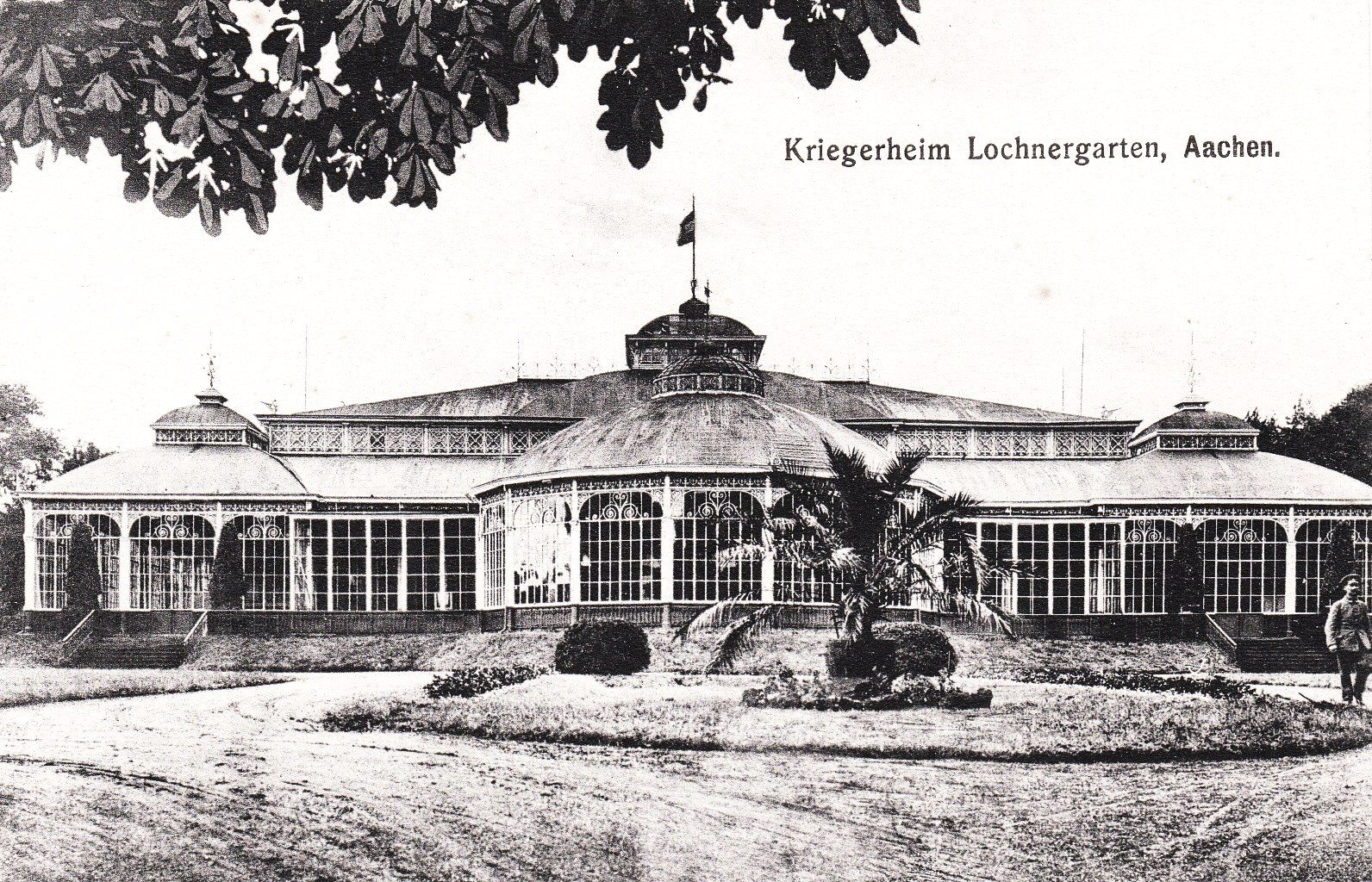
Der zu einem Kriegerheim umfunktionierte Glaspalast im Lochnergarten

Im Jahr 1882 kaufte ein Komitee unter Emil Lochner die Kirschbenden vor dem Junkerstor. Hier entstand im Jahr 1885 der Lochnergarten, der heutige Westpark, der ein Ersatz für den prunkvollen englischen Garten der Lochnervilla sein sollte, der sich über das Gebiet zwischen der Lochnerstraße und dem Karlsgraben erstreckte. Noch heute findet man am Karlsgraben das prunkvolle Lochnertor.
Es entstand der Lochnerpark, der heutige Westpark. Noch im gleichen Jahr begann Lochner mit dem Bau eines großen Glaspalastes auf diesem Gelände, der bis zu 3.000 Besucher fasste. Dieser wurde überwiegend als Zirkus genutzt, in dem 1891 auch der legendäre Buffalo Bill aufgetreten sein soll, aber neueren Quellenrecherchen zufolge fanden die Veranstaltungen eher auf dem Gelände der Gelben Kaserne an der Düppelstraße in Aachen statt. Die Pension "Buffalo Bill" in Losheimergraben außerhalb Aachens erinnert noch heute an Bills Aufenthalt in Deutschland, nachdem er dort im Mai 1891 eine Hochwildjagd unternommen hatte. Der Lochnerpark beherbergte weiterhin einen Zoologischen Garten, der ebenfalls auf Initiative Lochners angelegt und im Jahre 1885 eröffnet wurde. Finanziert wurde das Vorhaben teilweise über Aktien. Der Zoologische Garten Aachen wurde 1905 jedoch aus wirtschaftlichen Gründen wieder geschlossen. Bis 1897 trug der heutige Westpark den Namen Lochnerpark.
1917 brannte der Glaspalast, der während des Ersten Weltkrieges als Lazarett diente, ab, später entstand an gleicher Stelle die Westparkhalle. Wiederbelebt wurde der Westpark durch die Neueröffnung am 23. Mai 1920. 1935 kam wieder ein Tierpark dazu. In den Jahren vor und während des Zweiten Weltkrieges zwischen 1935 und 1944 (Zerstörung durch Luftangriff) hieß er Tier- und Pflanzengarten Aachen.

## Villa Lochner und Lochnertor

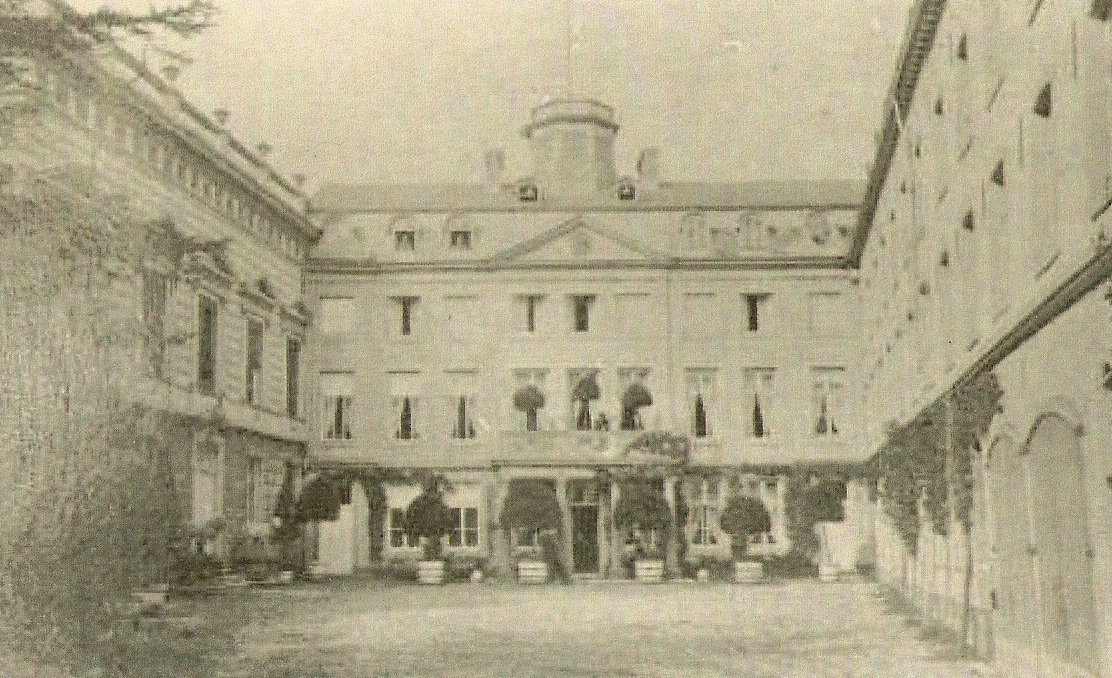
Villa Lochner um 1880

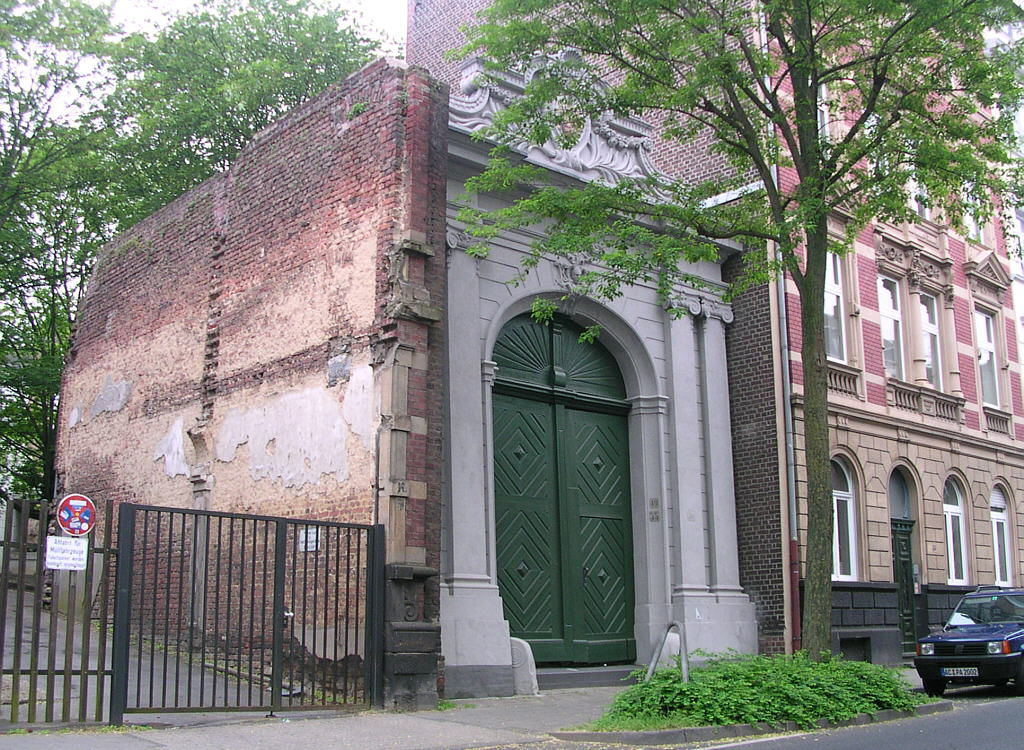
Lochnertor Aachen

Das Lochnertor am Karlsgraben 55 ist ein letzter Rest des großzügigen Anwesens der Grafen Berghe von Trips im Westen der Altstadt.
Torhaus (Lochnertor) und Kutscherhaus gehörten ehemals zum Lochnerschen Palais der Tuchfabrikantenfamilie. Das Portal bildete den Hofabschluss zum Karlsgraben hin.
In der zweiten Hälfte des 18. Jahrhunderts erbaut, führte das spätbarocke Blausteinportal auf ein Grundstück, das dem holländischen Reitergeneral Berghe von Trips gehörte. 1773 übernahm die Familie van Houtem den Besitz, etwa in dieser Zeit wurde auch das Portal nach Entwürfen von Jakob Couven erbaut. Es ist eingerahmt von zwei ionischen Doppelpilastern. Mit dem Erwerb von der Familie Johann Friedrich Lochner im Jahr 1857, musste das Wappen über dem Portal des Torhauses geändert werden. Ein zweigeschossiges verputztes Nebengebäude, das ehemalige Kutscherhaus, erbaut um 1890, schließt direkt daran an. Es besteht aus jeweils einem Raum im Erd- und im Obergeschoss. Die Räume sind über eine Wendeltreppe verbunden.
Lange Zeit stand der kleine Gebäudekomplex leer und drohte zu verfallen. Im Jahr 2006 wurde die Restaurierung der Bauten von der Stiftung Neuman & Esser, welche von der Familie von Klaus Peters ins Leben gerufen wurde, erfolgreich beendet. Klaus Peters ist Enkel von Oskar Peters (1863–1942) und Martha Peters (1877–1973), geb. Lochner, die im Jahre 1897 heirateten. Heute kümmert sich die Stiftung Neuman & Esser um die Denkmalpflege in Aachen. Sie will bedeutende Baudenkmäler der Aachener Industriegeschichte erhalten.